# Lansdowne (Band)
Lansdowne ist eine 2006 gegründete amerikanische Hard-Rock-/Alternative-Metal-Band aus Boston. Die Band steht bei AFM Records unter Vertrag und hat zwei Studioalben veröffentlicht.

## Geschichte
Die Band besteht seit 2006 aus Jon Ricci, Shaun Lichtenstein, Josh Waterman, Mike LaRoche und Glenn Mungo. Sie spielte zahlreiche Konzerte weltweit, darunter 2007 eine Tour für die US-Truppen in Kirgisistan, Afghanistan und Kuwait. Sie trat gemeinsam mit Gruppen wie Theory of a Deadman, Puddle of Mudd, Creed, Black Stone Cherry, Pop Evil und vielen anderen auf. Die Band hatte zwei Singleerfolge in den Billboard-Charts und veröffentlichte nach zwei EPs und ihrem Debütalbum Blue Collar Revolver (2011) die EP No Home But the Road im Jahr 2013, sowie diverse Singles, alle als Selbstveröffentlichung. Nach einer Bandpause 2015 bis 2017, um sich etwa auf ihre Familien zu konzentrieren, brachte die Band 2023 mit Medicine ihr erstes Album beim Label AFM Records heraus. 2024 tourt die Band unter anderem durch Europa.

## Diskografie

### Studioalben
- 2011: Blue Collar Revolver
- 2023: Medicine (AFM Records)

### EPs
- 2007: Burn This for Your Friends
- 2009: Myspace.com/Lansdowne
- 2013: No Home But the Road
- 2024: Here to Stay